# 六团镇 (延寿县)
六团镇是中国黑龙江省哈尔滨市延寿县下辖的一个镇，位于县境北部。

## 历史沿革
1942年建屯，1956年设六团乡，1958年改为公社，1984年复设乡，1985年改建镇。

## 行政区划
现辖：
六团村、凌河村、永兴村、团结村、和平村、新合村、双龙村、奎兴村、桃山村、兴胜村、东安村、双安村、延新村、太安村和富源村。